# Alsenztalbahn
| Streckenverlauf |                                                      |                                                |                                                |
| Streckennummer (DB): | 3320                                                 |                                                |                                                |
| Kursbuchstrecke (DB): | 672                                                  |                                                |                                                |
| Kursbuchstrecke: | 272 (1946) 272c (Hochspeyer – Langmeil (Pfalz) 1946) |                                                |                                                |
| Streckenlänge: | 49,1 km                                              |                                                |                                                |
| Spurweite: | 1435 mm (Normalspur)                                 |                                                |                                                |
| Streckengeschwindigkeit: | 120 km/h                                             |                                                |                                                |
| Zugbeeinflussung: | PZB                                                  |                                                |                                                |
| Zweigleisigkeit: | Enkenbach–Bad Münster                                |                                                |                                                |
| |                                                      |                                                |                                                |
| \| \| \| von Saarbrücken Hbf \| \| \| \| −0,200 \| Hochspeyer \| Hochspeyer \| \| \| \| nach Mannheim Hbf \| \| \| \| 0,260 \| Bundesstraße 48 \| Bundesstraße 48 \| \| \| 0,450 \| Bundesstraße 48 \| Bundesstraße 48 \| \| \| 0,460 \| Bundesstraße 37 \| Bundesstraße 37 \| \| \| \| Verbindungskurve nach Neustadt (Weinstr) \| \| \| \| 0,898 \| Hochspeyer Nord \| Hochspeyer Nord \| \| \| 1,800 \| Bundesstraße 48 \| Bundesstraße 48 \| \| \| 3,618 \| Altenhof-Tunnel (436 m) \| Altenhof-Tunnel (436 m) \| \| \| 4,054 \| \| \| \| \| \| von Kaiserslautern \| \| \| \| 5,750 \| Enkenbach \| 297 m \| \| \| \| nach Grünstadt \| \| \| \| 7,600 \| Alsenz \| Alsenz \| \| \| 7,900 \| Alsenz \| Alsenz \| \| \| 8,200 \| Alsenz \| Alsenz \| \| \| 9,810 \| Neuhemsbach \| Neuhemsbach \| \| \| 10,900 \| Alsenz \| Alsenz \| \| \| 11,600 \| Alsenz \| Alsenz \| \| \| 12,900 \| Münchweiler (Alsenz) \| 250 m \| \| \| 13,800 \| Bundesautobahn 63 \| Bundesautobahn 63 \| \| \| 13,956 \| Langmeil (Pfalz) \| Langmeil (Pfalz) \| \| \| \| nach Monsheim \| \| \| \| 14,600 \| Kaiserstraße \| Kaiserstraße \| \| \| 16,400 \| Bundesstraße 48 \| Bundesstraße 48 \| \| \| 16,845 \| Winnweiler \| 243 m \| \| \| 17,600 \| Alsenz \| Alsenz \| \| \| 17,800 \| Kupferschmelz-Tunnel (82 m) \| Kupferschmelz-Tunnel (82 m) \| \| \| 18,300 \| Alsenz \| Alsenz \| \| \| 18,500 \| Alsenz \| Alsenz \| \| \| \| Hochstein-Tunnel (45 m; 1970 geschlitzt) \| \| \| \| \| Alsenz (3×) \| \| \| \| 22,000 \| Imsweiler \| Imsweiler \| \| \| 22,176 \| Imsweiler Tunnel (368 m) \| Imsweiler Tunnel (368 m) \| \| \| 22,544 \| \| \| \| \| 24,500 \| Alsenz \| Alsenz \| \| \| 25,898 \| Rockenhausen \| Rockenhausen \| \| \| 30,180 \| Dielkirchen \| Dielkirchen \| \| \| 31,600 \| Alsenz \| Alsenz \| \| \| 31,900 \| Alsenz \| Alsenz \| \| \| 33,020 \| Bayerfeld-Cölln \| Bayerfeld-Cölln \| \| \| 34,400 \| Mannweiler \| Mannweiler \| \| \| 35,116 \| Regionalbereichsgrenze Südwest/Mitte (ab 2021) \| Regionalbereichsgrenze Südwest/Mitte (ab 2021) \| \| \| 36,800 \| Alsenz \| Alsenz \| \| \| 37,625 \| Alsenz-Tunnel (284 m) \| Alsenz-Tunnel (284 m) \| \| \| 37,909 \| \| \| \| \| 38,190 \| Alsenz \| 165 m \| \| \| \| Schmalspurbahn nach Obermoschel \| \| \| \| 41,950 \| Alsenz \| Alsenz \| \| \| 42,200 \| Alsenz \| Alsenz \| \| \| 42,550 \| Alsenz \| Alsenz \| \| \| 42,650 \| Hochstätten (Pfalz) \| Hochstätten (Pfalz) \| \| \| 43,300 \| Alsenz \| Alsenz \| \| \| 43,900 \| Alsenz \| Alsenz \| \| \| 45,000 \| Alsenz \| Alsenz \| \| \| 45,300 \| Alsenz \| Alsenz \| \| \| 45,453 \| Altenbamberg \| Altenbamberg \| \| \| 46,100 \| Alsenz \| Alsenz \| \| \| 46,400 \| Alsenz \| Alsenz \| \| \| 48,000 \| Ebernburg \| 112 m \| \| \| 48,200 \| Nahe \| Nahe \| \| \| \| von Saarbrücken Hbf \| \| \| \| 48,930 \| Bad Münster am Stein \| Bad Münster am Stein \| \| \| \| nach Bad Kreuznach \| \| \| \| \| \| \| \| Quellen: [1][2][3] \| \| \| \| |                                                      |                                                |                                                |
| Strecke |                                                      | von Saarbrücken Hbf                            | von Saarbrücken Hbf                            |
| Bahnhof | −0,200                                               | Hochspeyer                                     | Hochspeyer                                     |
| Abzweig geradeaus und nach rechts |                                                      | nach Mannheim Hbf                              | nach Mannheim Hbf                              |
| Brücke | 0,260                                                | Bundesstraße 48                                | Bundesstraße 48                                |
| Brücke | 0,450                                                | Bundesstraße 48                                | Bundesstraße 48                                |
| Strecke mit Straßenbrücke | 0,460                                                | Bundesstraße 37                                | Bundesstraße 37                                |
| Abzweig geradeaus und von rechts |                                                      | Verbindungskurve nach Neustadt (Weinstr)       | Verbindungskurve nach Neustadt (Weinstr)       |
| Dienststation / Betriebs- oder Güterbahnhof | 0,898                                                | Hochspeyer Nord                                | Hochspeyer Nord                                |
| Brücke | 1,800                                                | Bundesstraße 48                                | Bundesstraße 48                                |
| Tunnelanfang | 3,618                                                | Altenhof-Tunnel (436 m)                        | Altenhof-Tunnel (436 m)                        |
| Tunnelende | 4,054                                                |                                                |                                                |
| Abzweig geradeaus und von links |                                                      | von Kaiserslautern                             | von Kaiserslautern                             |
| Bahnhof | 5,750                                                | Enkenbach                                      | 297 m                                          |
| Abzweig geradeaus und ehemals nach links |                                                      | nach Grünstadt                                 | nach Grünstadt                                 |
| Brücke über Wasserlauf | 7,600                                                | Alsenz                                         | Alsenz                                         |
| Brücke über Wasserlauf | 7,900                                                | Alsenz                                         | Alsenz                                         |
| Brücke über Wasserlauf | 8,200                                                | Alsenz                                         | Alsenz                                         |
| ehemaliger Bahnhof | 9,810                                                | Neuhemsbach                                    | Neuhemsbach                                    |
| Brücke über Wasserlauf | 10,900                                               | Alsenz                                         | Alsenz                                         |
| Brücke über Wasserlauf | 11,600                                               | Alsenz                                         | Alsenz                                         |
| Haltepunkt / Haltestelle | 12,900                                               | Münchweiler (Alsenz)                           | 250 m                                          |
| Strecke mit Straßenbrücke | 13,800                                               | Bundesautobahn 63                              | Bundesautobahn 63                              |
| Dienststation / Betriebs- oder Güterbahnhof | 13,956                                               | Langmeil (Pfalz)                               | Langmeil (Pfalz)                               |
| Abzweig geradeaus und nach rechts |                                                      | nach Monsheim                                  | nach Monsheim                                  |
| Strecke mit Straßenbrücke | 14,600                                               | Kaiserstraße                                   | Kaiserstraße                                   |
| Strecke mit Straßenbrücke | 16,400                                               | Bundesstraße 48                                | Bundesstraße 48                                |
| Bahnhof | 16,845                                               | Winnweiler                                     | 243 m                                          |
| Brücke über Wasserlauf | 17,600                                               | Alsenz                                         | Alsenz                                         |
| Tunnel | 17,800                                               | Kupferschmelz-Tunnel (82 m)                    | Kupferschmelz-Tunnel (82 m)                    |
| Brücke über Wasserlauf | 18,300                                               | Alsenz                                         | Alsenz                                         |
| Brücke über Wasserlauf | 18,500                                               | Alsenz                                         | Alsenz                                         |
| ehemaliger Tunnel |                                                      | Hochstein-Tunnel (45 m; 1970 geschlitzt)       | Hochstein-Tunnel (45 m; 1970 geschlitzt)       |
| Brücke über Wasserlauf |                                                      | Alsenz (3×)                                    | Alsenz (3×)                                    |
| Haltepunkt / Haltestelle | 22,000                                               | Imsweiler                                      | Imsweiler                                      |
| Tunnelanfang | 22,176                                               | Imsweiler Tunnel (368 m)                       | Imsweiler Tunnel (368 m)                       |
| Tunnelende | 22,544                                               |                                                |                                                |
| Brücke über Wasserlauf | 24,500                                               | Alsenz                                         | Alsenz                                         |
| Bahnhof | 25,898                                               | Rockenhausen                                   | Rockenhausen                                   |
| ehemaliger Bahnhof | 30,180                                               | Dielkirchen                                    | Dielkirchen                                    |
| Brücke über Wasserlauf | 31,600                                               | Alsenz                                         | Alsenz                                         |
| Brücke über Wasserlauf | 31,900                                               | Alsenz                                         | Alsenz                                         |
| ehemaliger Haltepunkt / Haltestelle | 33,020                                               | Bayerfeld-Cölln                                | Bayerfeld-Cölln                                |
| ehemaliger Haltepunkt / Haltestelle | 34,400                                               | Mannweiler                                     | Mannweiler                                     |
| Wechsel des Eisenbahninfrastrukturunternehmens | 35,116                                               | Regionalbereichsgrenze Südwest/Mitte (ab 2021) | Regionalbereichsgrenze Südwest/Mitte (ab 2021) |
| Brücke über Wasserlauf | 36,800                                               | Alsenz                                         | Alsenz                                         |
| Tunnelanfang | 37,625                                               | Alsenz-Tunnel (284 m)                          | Alsenz-Tunnel (284 m)                          |
| Tunnelende | 37,909                                               |                                                |                                                |
| Bahnhof | 38,190                                               | Alsenz                                         | 165 m                                          |
| Abzweig geradeaus und ehemals nach links |                                                      | Schmalspurbahn nach Obermoschel                | Schmalspurbahn nach Obermoschel                |
| Brücke über Wasserlauf | 41,950                                               | Alsenz                                         | Alsenz                                         |
| Brücke über Wasserlauf | 42,200                                               | Alsenz                                         | Alsenz                                         |
| Brücke über Wasserlauf | 42,550                                               | Alsenz                                         | Alsenz                                         |
| Haltepunkt / Haltestelle | 42,650                                               | Hochstätten (Pfalz)                            | Hochstätten (Pfalz)                            |
| Brücke über Wasserlauf | 43,300                                               | Alsenz                                         | Alsenz                                         |
| Brücke über Wasserlauf | 43,900                                               | Alsenz                                         | Alsenz                                         |
| Brücke über Wasserlauf | 45,000                                               | Alsenz                                         | Alsenz                                         |
| Brücke über Wasserlauf | 45,300                                               | Alsenz                                         | Alsenz                                         |
| Haltepunkt / Haltestelle | 45,453                                               | Altenbamberg                                   | Altenbamberg                                   |
| Brücke über Wasserlauf | 46,100                                               | Alsenz                                         | Alsenz                                         |
| Brücke über Wasserlauf | 46,400                                               | Alsenz                                         | Alsenz                                         |
| ehemaliger Bahnhof | 48,000                                               | Ebernburg                                      | 112 m                                          |
| Brücke über Wasserlauf | 48,200                                               | Nahe                                           | Nahe                                           |
| Abzweig geradeaus und von links |                                                      | von Saarbrücken Hbf                            | von Saarbrücken Hbf                            |
| Bahnhof | 48,930                                               | Bad Münster am Stein                           | Bad Münster am Stein                           |
| Strecke |                                                      | nach Bad Kreuznach                             | nach Bad Kreuznach                             |
| |                                                      |                                                |                                                |
| Quellen: |                                                      |                                                |                                                |

Die Alsenztalbahn – auch Alsenzbahn genannt – ist eine Hauptbahn in Rheinland-Pfalz. Sie verläuft von Hochspeyer über Winnweiler und Alsenz nach Bad Münster am Stein. Die Strecke folgt ab Enkenbach bis Bad Münster dem Fluss Alsenz, den sie mehrmals überquert. Sie wurde in erster Linie in Konkurrenz zur rechtsrheinischen Verbindung über Frankfurt als kürzeste Transit- und Fernverkehrsstrecke von den Nordseehäfen in Belgien und den Niederlanden und den Kohlerevieren am Niederrhein nach Süddeutschland, der Schweiz und Italien gebaut. Diese Funktion hatte sie allerdings schon seit dem Ende des Ersten Weltkriegs durch den Heimfall des Elsass an Frankreich eingebüßt.

## Geschichte

### Planung (1860–1868)
Bereits in Geschäftsberichten der Pfälzischen Ludwigsbahn-Gesellschaft für die Jahre 1859 und 1860 machte sich diese für eine Bahnstrecke entlang der Alsenz stark. Argumente für eine solche Bahnlinie waren, dass es sich bei dem Alsenztal um eine fruchtbare Region mit viel Industrie handelte und dass die Strecke das Potenzial besaß, zu einer wichtigen Transitstrecke der damals bayerischen Pfalz in Nord-Süd-Richtung zu werden. Zwar bestand ab 1859 eine durchgehende Nord-Süd-Magistrale vom Rheinland über Rheinhessen bis Ludwigshafen in Form der linken Rheinstrecke Köln – Mainz und der Bahnstrecke Mainz – Ludwigshafen. Jedoch war die Linienführung über Mainz ein Umweg, sodass es Pläne gab, eine kürzere, von der Rhein-Nahe-Bahn abzweigende Bahnlinie ab etwa Münster am Stein in Richtung Süden entlang der Alsenz im Einzugsgebiet des Donnersbergs über Rockenhausen und Winnweiler und von dort aus Richtung Neustadt einzurichten.
Noch 1859 bildete sich mit Zustimmung der bayerischen Staatsregierung ein Komitee. 1860 sah ein erstes Projekt die Linienführung von Kaiserslautern über Otterberg und Winnweiler nach Münster am Stein vor. Da diese wegen der zu erwartenden hohen Kosten alleine nicht rentabel erschien, folgte 1863 ein Entwurf von Ingenieuren der Ludwigsbahn-Gesellschaft für die kürzeste Verbindung zwischen Bingerbrück und Neustadt und eine ergänzende Linie von Winnweiler nach Hochspeyer. Die Pläne für diese Alsenzstrecke konkurrierten mit denen des Comitees der Notabeln des Glan- und Lautertales, das sich für eine Magistrale von Kaiserslautern entlang des Lauter- und des unteren Glantals zur Nahe einsetzte. Parallel trat die Donnersberger Bahn mit der Linienführung von Kaiserslautern über Kirchheimbolanden nach Alzey in den Vordergrund. Dies führte 1864/1865 zur Kombination beider Strecken mit einer Linienführung der Alsenzbahn von Hochspeyer nach Münster am Stein und der Linie Enkenbach nach Langmeil als Gemeinschaftsstrecke.
Diesen Plänen fehlte allerdings noch der sichere Anschluss an die Rhein-Nahe-Bahn in Münster am Stein. Hierzu schlossen am 28. Oktober 1865 Bayern und das Königreich Preußen einen Staatsvertrag, der vorsah, die Alsenzstrecke im preußischen Münster in die Nahestrecke einzufädeln. Nach einer Verzögerung durch die Kriegsereignisse von 1866 wurde die „Bauconession“ durch die bayerische Regierung am 23. November 1867, durch die preußische Regierung am 12. Juli 1868 erteilt. Die Baukosten wurden mit 7700 Gulden veranschlagt, es wurde eine Zinsgarantie von vier Prozent zugesagt.

### Bau, Eröffnung und Folgezeit (1868–1875)
Die Projektierung für die endgültige Linienführung wurde im Juli 1868 abgeschlossen und die Genehmigung für den Erwerb der notwendigen Grundstücke im September 1868 erteilt. Als Betreiber der Strecke war die 1866 gegründete Gesellschaft der Pfälzischen Nordbahnen vorgesehen, die auch für die zwei Jahre später eröffnete Bahnstrecke Landstuhl–Kusel zuständig war. Vier Sektionen (Hochspeyer, Winnweiler, Alsenz und Ebernburg) unter der Leitung der Ingenieure Foltz, Kärner, Opfermann und Serini waren für den Bau verantwortlich, der 1868 begann. Das für die Errichtung der Bahn notwendige Grundeigentum wurde problemlos erworben. Klärungsbedarf gab es noch bezüglich der Lage des Bahnhofs Alsenz und der Einfädelung der Bahnlinie in die Nahe-Bahn. Obwohl der Oberbau zunächst nur eingleisig war, wurde der Unterbau schon für zwei Gleise ausgeführt. Nur auf der Strecke Enkenbach – Hochspeyer war auch der Unterbau nur eingleisig. Beim Bau gab es geologische Probleme, so musste beispielsweise die Wasserscheide zwischen dem Hochspeyerbach und der Alsenz überwunden und der 436 Meter lange Altenhof-Tunnel aus Sandstein durchgebrochen werden. Den 363 Meter langen Tunnel bei Imsweiler musste man durch Tonschiefer und äußerst harten Melaphyr treiben, den 283 Meter langen Tunnel bei Alsenz durch sehr wasserreichen Tonschiefer. Für den kurzen preußischen Abschnitt vor Münster folgte die Besitzeinweisung erst im Februar 1870.
Um die Interessen der Stadt Kaiserslautern nicht außer Acht zu lassen, wurde südlich von Fischbach eine Verbindungskurve nach Hochspeyer erstellt, um entsprechende Zugläufe zu ermöglichen. Eigens dafür erhielt Hochspeyer einen neuen Abzweigbahnhof. Der Abschnitt Hochspeyer – Winnweiler wurde am 29. Oktober 1870 eröffnet. Die Fertigstellung des Abschnitts Winnweiler – Münster am Stein verzögerte sich wegen der Tunnels und durch den Ausbruch des Deutsch-Französischen Krieges. Am 16. Mai 1871 war die Gesamtstrecke fertiggestellt. Zunächst diente sie ausschließlich dem Rücktransport deutscher Truppen samt Waffen aus dem Krieg. Die Eröffnung für den Zivilverkehr fand am 15. Juli statt. Die Alsenzstrecke entwickelte sich in der Folgezeit zur Stammstrecke der Nordbahn-Gesellschaft. In Kombination mit dem Ludwigsbahn-Abschnitt Neustadt (Weinstr) – Hochspeyer und der Pfälzischen Maximiliansbahn war die Alsenztalbahn fortan Teil einer weiteren pfälzischen Magistrale als kürzeste linksrheinische Nord-Süd-Verbindung. Auf diese Weise konnten auf diesen Strecken Züge von Köln bis Basel unter Vermeidung der bisherigen Route entlang des Rheins geführt werden.

### Weitere Entwicklung

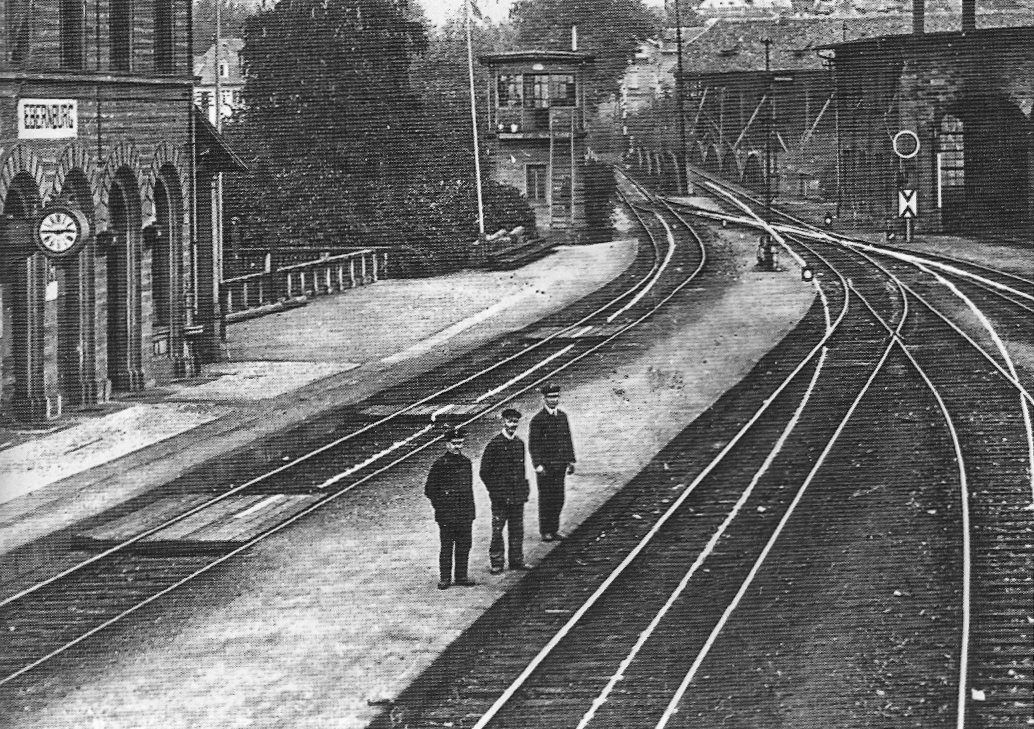
Bahnhof Ebernburg im Jahr 1910

Trotz der Anbindung der Strecke in Richtung Hochspeyer/Kaiserslautern wurde bereits 1875 die Bahnstrecke Kaiserslautern–Enkenbach in Betrieb genommen, die in Richtung Westen eine kürzere Verbindung darstellt als der Weg über Hochspeyer. Aus diesem Grund befuhren ab Enkenbach viele Züge nach Kaiserslautern diese neue Strecke. Nachdem von 1873 bis 1874 mit der Donnersbergbahn Alzey – Marnheim und der Zellertalbahn Langmeil – Monsheim zwei benachbarte Magistralen nach Hessen entstanden waren, nahm der Verkehr zwischen Enkenbach und Langmeil deutlich zu. Fortan verkehrten dort Züge bis ins Rhein-Main-Gebiet, so beispielsweise nach Frankfurt (Main) oder Mainz. Aus diesem Grund war dieser Streckenabschnitt ab dem 15. Oktober 1877 zweigleisig befahrbar. Da der Verkehr auf der restlichen Alsenzstecke in der Folgezeit ebenfalls zunahm, wurde sie bis 1901 vollständig zweigleisig ausgebaut. In den Folgejahren erhielten die Bahnhöfe und Haltepunkte Bahnsteigsperren.
Am 1. Januar 1909 ging die Strecke zusammen mit den übrigen zu den Pfälzischen Eisenbahnen gehörenden Gesellschaften in das Eigentum der Bayerischen Staats-Eisenbahnen über. Damals verwaltete die Betriebs- und Bauinspektion Kaiserslautern I den Abschnitt von Hochspeyer bis kurz vor Enkenbach, für die Reststrecke war Kaiserslautern II zuständig. Nachdem 1914 der Erste Weltkrieg ausgebrochen war, fuhren zu Kriegsbeginn über den Streckenabschnitt Langmeil – Enkenbach vom 9. bis 16. August täglich 20 Militärzüge von Worms nach Saarbrücken.
1920 wurde die Linie Eigentum der Deutschen Reichsbahn. 1922 erfolgte die Eingliederung des pfälzischen Streckenabschnitts in die neu gegründete Reichsbahndirektion Ludwigshafen. Zum 1. Juni 1936 wurde deren Grenze zugunsten der Reichsbahndirektion Mainz verschoben, die nun auch für den Bahnhof Ebernburg zuständig war. Am 1. April 1937 wurde die Ludwigshafener Direktion aufgelöst; zuständig war fortan die Direktion in Mainz. Für den Abschnitt Hochspeyer – Langmeil war das Betriebsamt (RBA) Neustadt (Weinstr) zuständig, für die Reststrecke das Amt Bad Kreuznach. Im Zweiten Weltkrieg diente die Strecke hauptsächlich Truppentransporten.

### Deutsche Bundesbahn (1945–1993)
Nach dem Zweiten Weltkrieg unterstand die Bahnstrecke zunächst der Betriebsvereinigung der Südwestdeutschen Eisenbahnen (SWDE), die 1949 in die neu gegründete Deutsche Bundesbahn (DB) überging. Bereits seit 1945 war sie Bestandteil der Eisenbahndirektion Mainz.
In den Folgejahren wurden mit Neuhemsbach, Dielkirchen, Bayerfeld-Cölln, Mannweiler und Ebernburg mehrere Unterwegshalte aufgrund mangelnder Inanspruchnahme aufgelassen. Bei der Elektrifizierung der Bahnstrecke Mannheim – Saarbrücken in der ersten Hälfte der 1960er Jahre war dies auch für die Alsenzstrecke vorgesehen. Aus diesem Grund erhielt der Rangierbahnhof Einsiedlerhof ein Unterwerk. Eine Elektrifizierung der Alsenztalbahn wurde jedoch bis heute nicht in Angriff genommen.
Im Juli 1963 wurde der Abschnitt zwischen Hochspeyer und Enkenbach (einschließlich der Verbindungskurve Richtung Frankenstein) auf eingleisigen Betrieb umgestellt. Im gleichen Jahr wurden die Namen von Hochstein-Tunnel und Kupferschmelztunnel getauscht. Der neue Hochstein-Tunnel bei Streckenkilometer 18,4 wurde 1970 aufgeschlitzt. Im Zuge der schrittweisen Auflösung der Bundesbahndirektion Mainz wechselte die Strecke mit Wirkung zum 1. August 1971 in den Zuständigkeitsbereich der Bundesbahndirektion Saarbrücken. Nachdem sämtliche Anschlussstrecken, wie die Eistalbahn, die Zellertalbahn und die Donnersbergbahn für den Personenverkehr stillgelegt worden waren, war die Alsenztalbahn von 1983 bis 1994 im 1969 gebildeten Donnersbergkreis die einzige Bahnstrecke, die vollständig in Betrieb war. Die Schmalspurbahn nach Obermoschel war bereits in den 1930er Jahren stillgelegt worden.
In den 1980er Jahren wurde die Stellwerkstechnik der Strecke erneuert. So wurden die Form- durch Lichtsignale ersetzt und weitere Rationalisierungsmaßnahmen durchgeführt. Nur die Bahnschranken bei Schweisweiler wurden noch per Hand bedient. Mit Einführung des Interregio waren Bemühungen vor Ort vergeblich, diesen auf der Strecke verkehren zu lassen.

### Deutsche Bahn (seit 1994)
Im Zuge der Bahnreform ging die Alsenztalbahn in das Eigentum der Deutschen Bahn (DB) über. 1999 wurde in Münchweiler an der Alsenz zwischen Langmeil und dem aufgelassenen Bahnhof Neuhemsbach ein neuer Haltepunkt eingerichtet. Damit verlor der Bahnhof Langmeil, der bisher von der Münchweilerer Bevölkerung benutzt worden war, an Bedeutung, weshalb dieser Ende 2006 aufgelassen wurde. Seit 1999 ist der Abschnitt Hochstätten – Bad Münster Bestandteil des Rhein-Nahe-Nahverkehrsverbundes (RNN). Ab 2000 gehörte der Abschnitt Hochspeyer – Alsenz zum Westpfalz-Verkehrsverbund (WVV), ehe dieser 2006 im Verkehrsverbund Rhein-Neckar (VRN) aufging.
Im Zuge des Rheinland-Pfalz-Taktes 2015 werden die neuen Regionalexpress-Linien Koblenz – Bingen – Bad Kreuznach – Kaiserslautern (ab Dezember 2016) sowie Mainz – Bad Kreuznach – Kaiserslautern (ab Dezember 2014) eingerichtet, die beide über die Alsenztalbahn fahren und vom Eisenbahnverkehrsunternehmen Vlexx betrieben werden.
Der Haltepunkt Altenbamberg wird bis zum Jahr 2018 umgebaut, mit der Fertigstellung wird dort dann der letzte Schrankenwärterposten in der Pfalz, wo die Schranke von Hand herunter gekurbelt wird, aufgelöst.
Erst zum 6. Juni 2024 nach rund 3 Jahren Bauzeit ging auf der Strecke der Digitale Zugfunk GSM-R in Betrieb. Bis dahin war es die letzte Strecke in der Westpfalz und eine der letzten Strecken in Deutschland, welche noch ausschließlich einen Analogen Streckenfunk hatte. Züge, welche mit einem Fahrdienstleiter auf der Strecke in Kontakt treten wollten, mussten vorher über den Fahrdienstleiter Bad Kreuznach vermittelt werden. Die Zuverlässigkeit des analogen Zugfunks war in den letzten Betriebsjahren so schlecht, dass viele betriebliche Gespräche inkl. Befehlsübermittlung über dienstliche Mobilgeräte abgewickelt wurden.
Vom 26. Februar 2024 bis zum 8. April 2024 fand auf dem Abschnitt zwischen Hochspeyer und Rockenhausen eine rund 23,5 Millionen Euro teure Sanierung der Strecke statt, bei der 17 Kilometer Gleise, 17 Weichen und zehn Bahnübergänge erneuert werden. Zwischen dem 4. März und dem 7. April war der Zugverkehr auf der Strecke für mehr als einen Monat vollständig eingestellt, es gab einen Ersatzverkehr mit Bussen. Hintergrund der umfangreichen Arbeiten ist dabei neben einer ohnehin notwendigen Instandhaltung und Modernisierung der Alsenztalbahn vor allem, dass die Strecke ab Juli 2024 eine wichtige Ausweichstrecke während der Generalsanierung der Riedbahn Mannheim–Frankfurt ist. Dabei soll die Strecke sowohl tagsüber als auch nachts insbesondere vom Güterverkehr stark genutzt werden.

## Verlauf

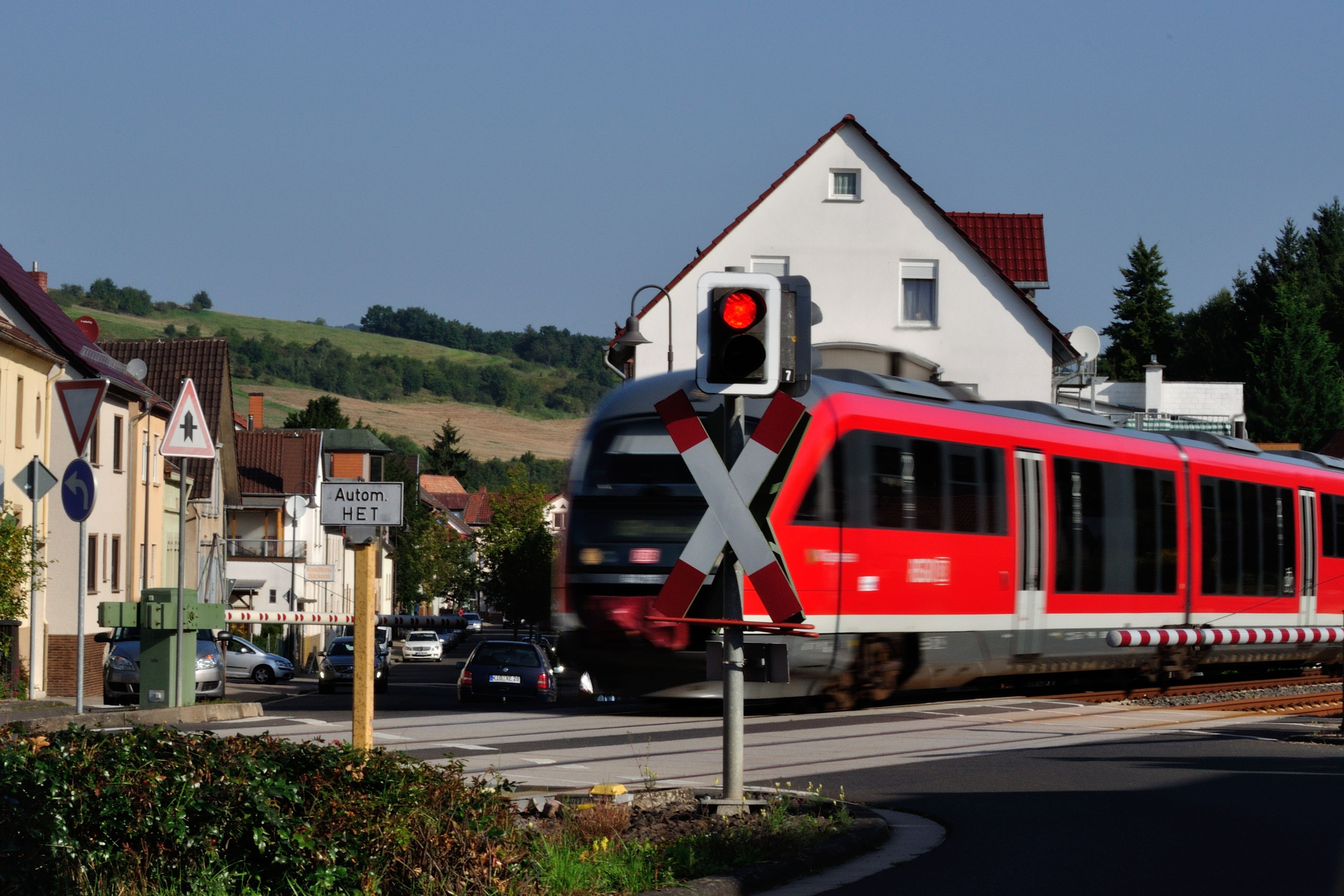
Zug bei der Durchfahrt durch Alsenz

Die Strecke verlässt den Bahnhof Hochspeyer in östlicher Richtung und biegt anschließend nach Norden ab. Die in diesem Bereich eingleisige Strecke passiert mit dem Altenhof-Tunnel die Wasserscheide zwischen Hochspeyerbach und Alsenz und unterquert die Bundesautobahn 6. Ab Enkenbach folgt sie dem namensgebenden Fluss und der Bundesstraße 48. Der Streckenverlauf ist aufgrund der schwierigen topographischen Verhältnisse von zahlreichen Querungen des Flusses und drei Tunnel geprägt. In Langmeil zweigt die Strecke nach Monsheim ab. Bis dahin verläuft die Strecke am Nordwestrand des Pfälzerwaldes und tritt anschließend in das Nordpfälzer Bergland ein.
Im weiteren Streckenverlauf passiert die Bahn hauptsächlich Felder und Obstgärten. Im Bereich von Altenbamberg ist die Altenbaumburg zu sehen. Nach dem aufgelassenen Bahnhof Ebernburg überbrückt die Strecke die Nahe und erreicht anschließend gemeinsam mit der Nahetalbahn den Bahnhof Bad Münster am Stein. Von Hochspeyer bis zum aufgelassenen Bahnhof Neuhemsbach verläuft sie im Landkreis Kaiserslautern, von Münchweiler an der Alsenz bis zur Gemeinde Alsenz im Donnersbergkreis, im restlichen Teil im Landkreis Bad Kreuznach.

## Betrieb

### Personenverkehr

#### Zeit der Pfälzischen Eisenbahnen
Die Nahverkehrszüge fuhren in den ersten Jahren in der Relation Kaiserslautern – Münster. Der Fahrplan von 1871 wies insgesamt fünf Zugpaare auf. Die Fahrzeit vom Bahnhof Hochspeyer nach Münster dauerte zwischen 59 und 66 Minuten. Im Schienenpersonenfernverkehr existierte bereits ab Sommer 1871 ein Schnellzug über die Alsenzstrecke von Köln nach Basel. In der Folgezeit weitete sich der überregionale Verkehr bis in die Niederlande aus und von dort fuhren bereits 1872 Schnellzüge bis in die Schweiz. 1875 fuhr ein Eilzugpaar der Relation Basel – Köln über die Alsenzstrecke. Ein Teil dieser Züge hielt auch in Enkenbach, um einen Anschluss von Kaiserslautern an diese Magistrale zu bieten.
1880 kam ein weiterer Fernzug mit Kurswagen ab Neustadt hinzu. Gegen Ende des 19. Jahrhunderts fuhren die Fernzüge bis Amsterdam, Hoek van Holland, Vlissingen und Zevenaar. Zur selben Zeit verkehrte auch der Orient-Express auf der Strecke. Anfang des 20. Jahrhunderts bestritten zehn Personenzugpaare den Nahverkehr.

#### Zeit der Bayerischen Staatseisenbahnen und der Deutschen Reichsbahn

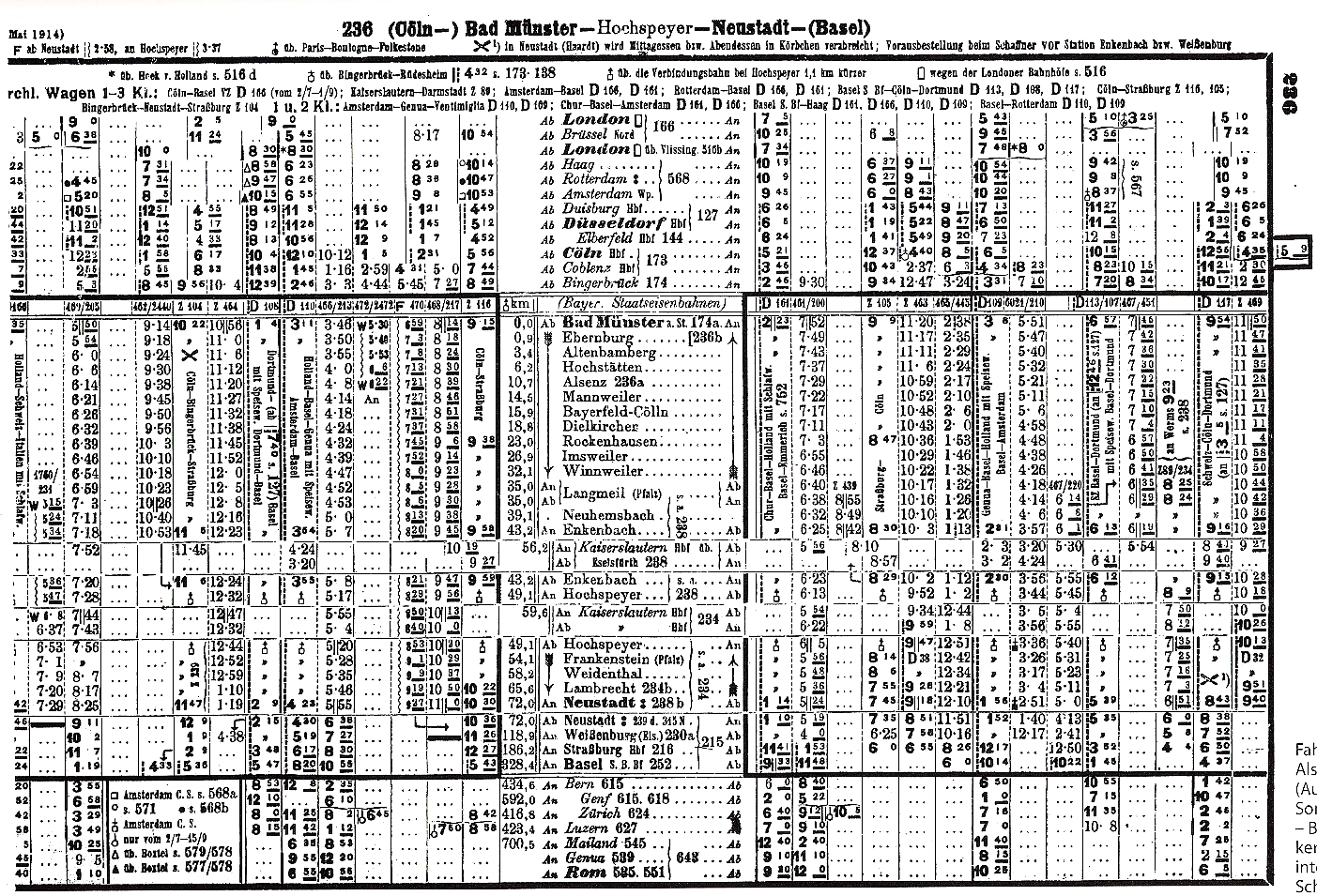
Fahrplan im Jahr 1914

Nach der Vollendung der Biebermühlbahn im Jahr 1913 verkehrten zwischen Enkenbach und Langmeil zwei Zugpaare, von denen eines über die Donnersbergbahn bis Mainz und eines über die Zellertalbahn bis Darmstadt geführt wurde; in südlicher Richtung gelangten sie nach Pirmasens. Die Nahverkehrszüge im Alsenztal fuhren im Sommer 1914 in der Relation Bad Münster – Neustadt und machten im Bahnhof Hochspeyer „Kopf“.
Die Fernzüge der Alsenztalbahn in der Relation Köln – Bingerbrück – Neustadt – Landau – Wissembourg – Strasbourg wurden in den 1920er Jahren eingestellt. Der Grund war, dass Elsass-Lothringen nach dem Ersten Weltkrieg an Frankreich zurückgefallen war, wodurch der linksrheinische Nord-Süd-Verkehr an Bedeutung verlor. 1944 fuhren nicht alle Züge aus dem Alsenztal bis Hochspeyer, manche stattdessen ab Enkenbach über die Verbindungsstrecke nach Kaiserslautern. Vereinzelt gab es Züge der Relation Hochspeyer – Langmeil. Sechs Zugpaare fuhren während dieser Zeit zwischen Hochspeyer und Bad Münster.

#### Nachkriegszeit und Deutsche Bundesbahn
1946 verkehrten drei Personenzugpaare auf der Strecke. In der Nachkriegszeit gab es außerdem eine Eilzugverbindung der Relation Pirmasens – Köln. Ab Ende der 1950er Jahre wurde der Schnellzugverkehr entlang der Bahnstrecke Mannheim – Saarbrücken, der auf Paris ausgerichtet war, östlich von Kaiserslautern auf die Alsenztalbahn verlegt. Bereits 1953 strich die Bundesbahn den nachts verkehrenden Schnellzug von Köln nach Konstanz. Bis in die 1960er Jahre verkehrten Schnellzüge der Relation Krefeld – Basel. Bis Anfang der 1970er Jahre existierten Verbindungen von Bingerbrück nach Karlsruhe mit Kurswagen nach Basel, Saarbrücken und Krefeld. Gegen Ende des Jahrzehnts reduzierte sich das Fernzuganbot allmählich, das fortan vorzugsweise über Mannheim und Darmstadt geleitet wurde, da diese Magistrale im Gegensatz zur Alsenztalbahn elektrifiziert ist und durch die dicht besiedelte Rhein-Neckar-Region führt.
Bis 1985 verkehrten auf dem Abschnitt Bad Münster – Enkenbach ebenfalls Schnellzüge der Relation Paris Est – Metz – Saarbrücken – Kaiserslautern – Bad Kreuznach – Mainz – Frankfurt am Main. Bis Mitte der 1970er Jahre bestanden diese aus INOX-Wagen, danach aus Corail-Wagen der SNCF. Die Nahverkehrszüge fuhren zu diesem Zeitpunkt vorzugsweise nach Hochspeyer, lediglich eine Verbindung der Relation Kaiserslautern – Bingerbrück benutzte die Bahnstrecke Kaiserslautern – Enkenbach, ehe der dortige Personenverkehr 1987 vorübergehend endete. Von 1988 bis 1990 fuhren Kurswagen von Pirmasens über Kaiserslautern und Bingerbrück nach Dortmund. Seit diese Züge eingestellt wurden, hat die Alsenztalbahn ihre Bedeutung im Fernverkehr eingebüßt.

#### Zeit der Deutschen Bahn
Im Schienenpersonennahverkehr betreibt Deutsche Bahn die Strecke als Kursbuchstrecke 672 im Stundentakt. Bis zum Fahrplanwechsel im Dezember 2008 wurden die Züge über die Biebermühlbahn bis Pirmasens Hauptbahnhof durchgebunden, seitdem verkehren die Regionalbahnen nur zwischen Kaiserslautern und Bingen (Rhein).
An Sonn- und Feiertagen verkehren von Mai bis Oktober auf dem Abschnitt Bingen – Enkenbach der Rheintalexpress nach Karlsruhe und der Weinstraßen-Express nach Wissembourg, die jeweils in Enkenbach, Rockenhausen, Bad Münster und Bad Kreuznach halten. Der Abschnitt Langmeil – Hochspeyer wird in dieser Saison auch von den sonn- und feiertags verkehrenden Zügen der Zellertalbahn benutzt.
In der Ausflugssaison vom 1. Mai bis zum 25. Oktober 2015 verkehren an allen Sonn- und Feiertagen, auch bedingt durch den Betreiberwechsel durch das Unternehmen Vlexx neue Triebwagen in der Südpfalz. Bereits zum Fahrplanwechsel im Dezember 2014 wurde die Strecke durch RegionalExpress-Züge (RE) aufgewertet. Seither gibt es im Rahmen des Rheinland-Pfalz-Taktes 2015 eine Direktverbindung Mainz – Bad Kreuznach – Kaiserslautern und alle zwei Stunden eine auf der Strecke Koblenz – Bad Kreuznach – Kaiserslautern mit Anschluss in Hochspeyer an die Regionalexpresslinie Neustadt – Landau – Karlsruhe über die Alsenzbahn.

### Güterverkehr
Der Güterverkehr spielte im Alsenztal eine eher untergeordnete Rolle. 1871 fuhr ein Güterzugpaar der Relation Kaiserslautern – Münster. Hinzu kam ein „Supplement-Güterzugpaar“, das zwischen Kaiserslautern und Münster lediglich die Bahnhöfe Hochspeyer, Enkenbach, Winnweiler, Rockenhausen, Alsenz und Ebernburg bediente. Gegen Anfang des 20. Jahrhunderts fuhren über die Strecke Güterzüge der Relationen Kaiserslautern – Bingerbrück, Kaiserslautern – Worms, Kaiserslautern – Alzey und Kaiserslautern – Bad Münster. Bedeutung hatten die Steinbrüche im Bereich Hochstätten und Neu-Bamberg. Außerdem fuhren nach dem Zweiten Weltkrieg mehrere Militärzüge der Kaiserslautern Military Community. Der Güterverkehr über die Alsenztalbahn reduzierte sich im Laufe der Folgejahrzehnte kontinuierlich. Bereits in den 1980ern dominierten Übergabezüge das Betriebsgeschehen. Zuletzt existierten zwei Ganzzüge, der „Opelzug“ zwischen den Opelwerken in Kaiserslautern und Rüsselsheim und Kalkzüge von Stromberg über Neustadt zur BASF. Seit Juni 2010 gibt es auf der Alsenztalbahn keinen regulären Güterverkehr mehr. Im Zuge der Generalsanierung der Riedbahn 2024 wird die Strecke als Ausweichroute für den nationalen und internationalen Nord-Süd-Güterverkehr genutzt. Da die Strecke nicht elektrifiziert ist, ist der Einsatz von Diesellokomotiven vorgesehen.

## Fahrzeugeinsatz
Zuständig für den Fahrzeugeinsatz waren die Bahnbetriebswerke Bingerbrück, Ludwigshafen und Kaiserslautern. Der internationale Schnellzugverkehr wurde in den 1880er Jahren von der Pfälzischen P 1.III bewerkstelligt. Ein Jahrzehnt später verrichtete die P 2.I diesen Dienst. Gegen Ende der 1890er Jahre kam die P 3.I hinzu. Gegen Anfang des 20. Jahrhunderts war die Pfälzische P 4 für den Fernverkehr zuständig. Den Güterverkehr bestritten die Baureihen G 2.I, G 2.II, G 4.I, G 4.II, G 4.III und G 5, den Nahverkehr die T 4.I und T 4.II.
Im Fernverkehr nach Frankreich wurden von 1961 bis 1969 Triebwagen der Baureihe VT 08 eingesetzt. Bis Mitte der 1970er Jahre fuhren auf der Strecke Dampfzüge, zuletzt unter anderem die Baureihen 051 und 23. Ebenso verkehrten Triebwagen der Baureihe ETA 150 aus Worms. In den 1980er Jahren fuhren Diesellokomotiven der Baureihen Baureihe 211, 212 und 218 aus Kaiserslautern über die Strecke. Gegen Ende des Jahrzehnts wurden diese durch Dieseltriebwagen der Baureihe 628 abgelöst.
Im Jahr 2000 wurden die bisherigen Dieseltriebwagen der Baureihe 628 durch moderne Talent-Triebwagen der Baureihe 643 ersetzt. Seit dem Fahrplanwechsel im Dezember 2008 verkehren zusätzlich Desiro-Triebwagen der Baureihe 642. Zuvor waren die Nahverkehrszüge meistens mit Silberling-Wagen bestückt. Diese Züge waren mit Dieselloks der Baureihe 218 bespannt, im Winter waren sie vor den französischen Zügen sogar in Doppeltraktion im Einsatz. Der Rheintal- und der Weinstraßenexpress bestanden aus Baureihe-218-bespannten Wendezügen oder aus mehreren Dieseltriebwagen der Baureihe 628.
Seit Ende 2015 verkehren einige Züge der DB mit Triebwagen der Baureihen 622 und 623. Seit Ende 2016 setzt vlexx Triebwagen der Baureihe 622 als Regionalexpress Koblenz – Kaiserslautern über die Alsenzbahn ein.

## Betriebsstellen

### Hochspeyer

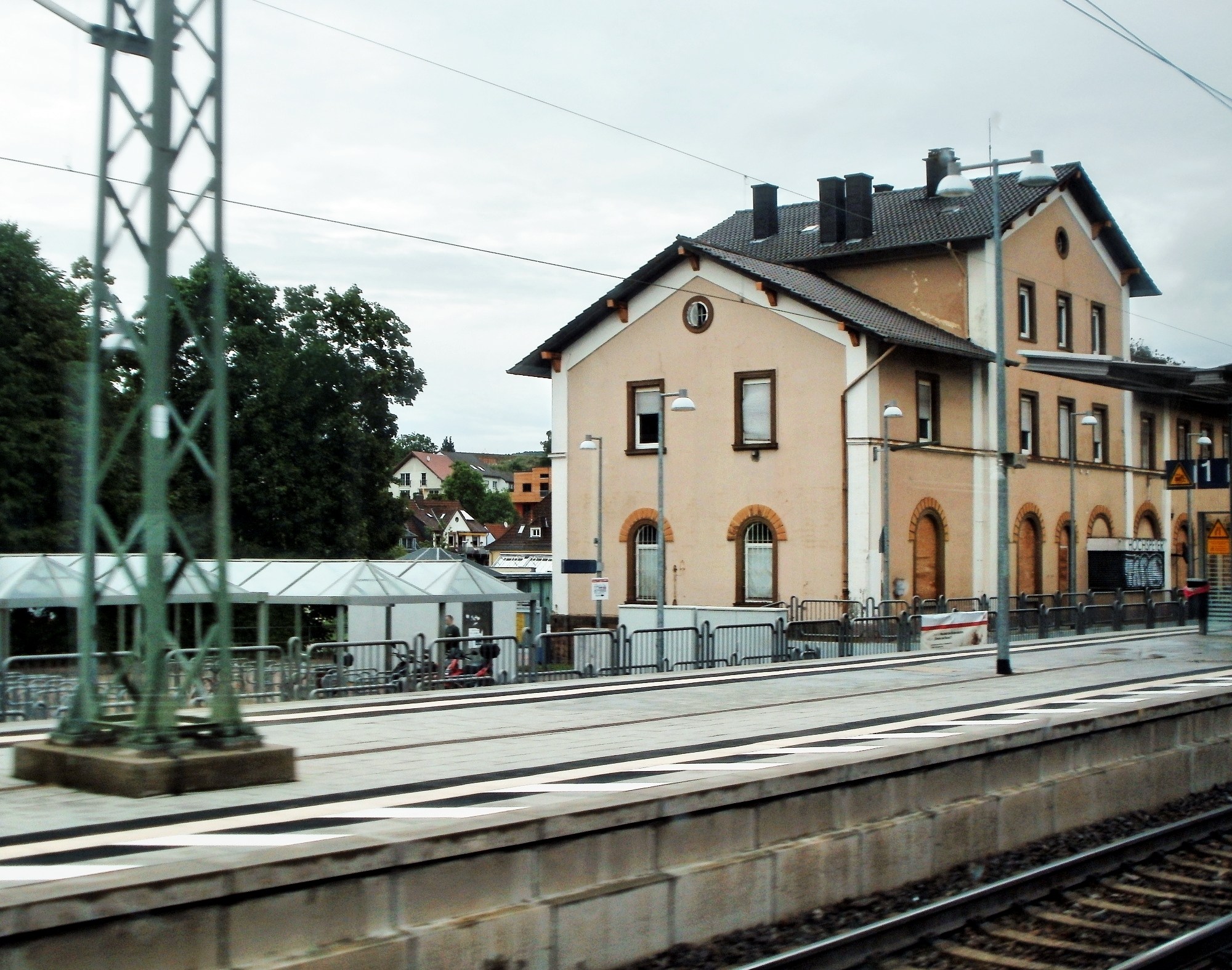
Bahnhof Hochspeyer

Der Bahnhof Hochspeyer befindet sich am östlichen Rand des Ortes. Er entstand zeitgleich mit Eröffnung der abzweigenden Alsenztalbahn in den Jahren 1870 und 1871. Er war der achte Eisenbahnknotenpunkt innerhalb der Pfalz. Sein Empfangsgebäude, das für den Bahnbetrieb inzwischen keine Bedeutung mehr hat, entspricht dem Baustil der restlichen Bahnhöfe entlang der Alsenz und denen zwischen Landau und Zweibrücken. Den Status als Bahnknotenpunkt verlor er durch die 1875 eröffnete Bahnstrecke Kaiserslautern – Enkenbach teilweise wieder.
Zum 1. Mai 2007 wurde das Stellwerk im Bahnhof an das elektronische Stellwerk (ESTW) in Karlsruhe angeschlossen, womit der örtliche Fahrdienstleiter entfiel.

### Hochspeyer Nord
Die Betriebsstelle Hochspeyer Nord (SHY N) befindet sich trotz ihres Namens bereits auf der Gemarkung der Ortsgemeinde Fischbach und ist ein reiner Betriebsbahnhof für die Verbindungskurve in Richtung Neustadt, die früher für den Transitverkehr von Bedeutung war. Offiziell ist sie ein Teil des Hochspeyerer Bahnhofs.

### Enkenbach

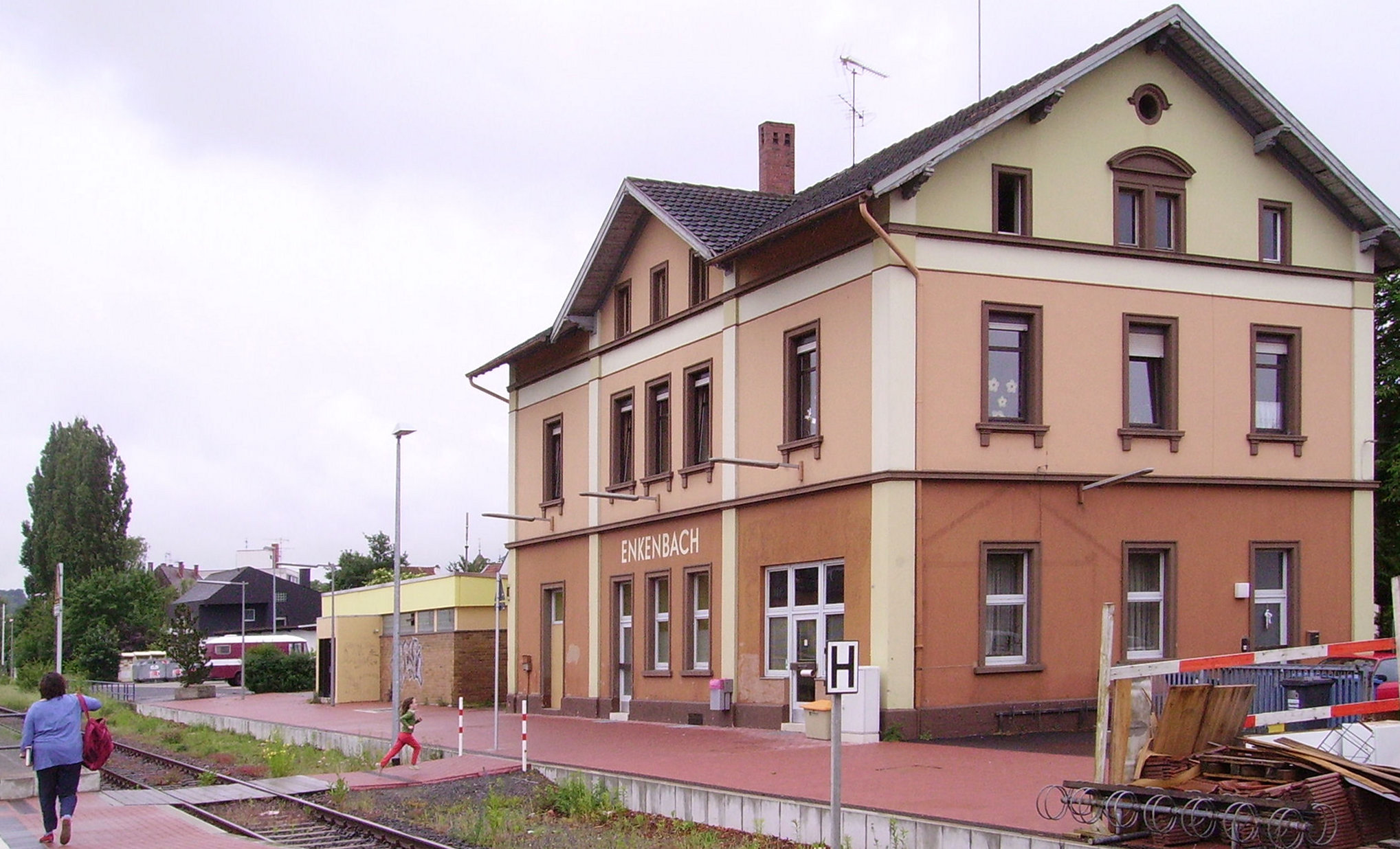
Bahnhof Enkenbach

Der Bahnhof befindet sich am östlichen Ortsrand von Enkenbach und wurde durch die Eröffnung der Bahnstrecke Kaiserslautern – Enkenbach und der Durchbindung der Eistalbahn Eisenbahnknotenpunkt.

### Neuhemsbach
Dieser Bahnhof befand sich am westlichen Rand von Neuhemsbach und trug ursprünglich den Namen Neuhemsbach-Sembach. Ein Teil seiner Anlagen war bereits auf der Gemarkung der Nachbargemeinde Sembach angesiedelt. Mangels Rentabilität wurde er zunächst für den Personenverkehr aufgelassen, anschließend war er einige Jahrzehnte als Güter- und Betriebsbahnhof in Betrieb. In seiner unmittelbaren Nähe entstand im Laufe der Jahrzehnte der Weiler Bahnhof Neuhemsbach.

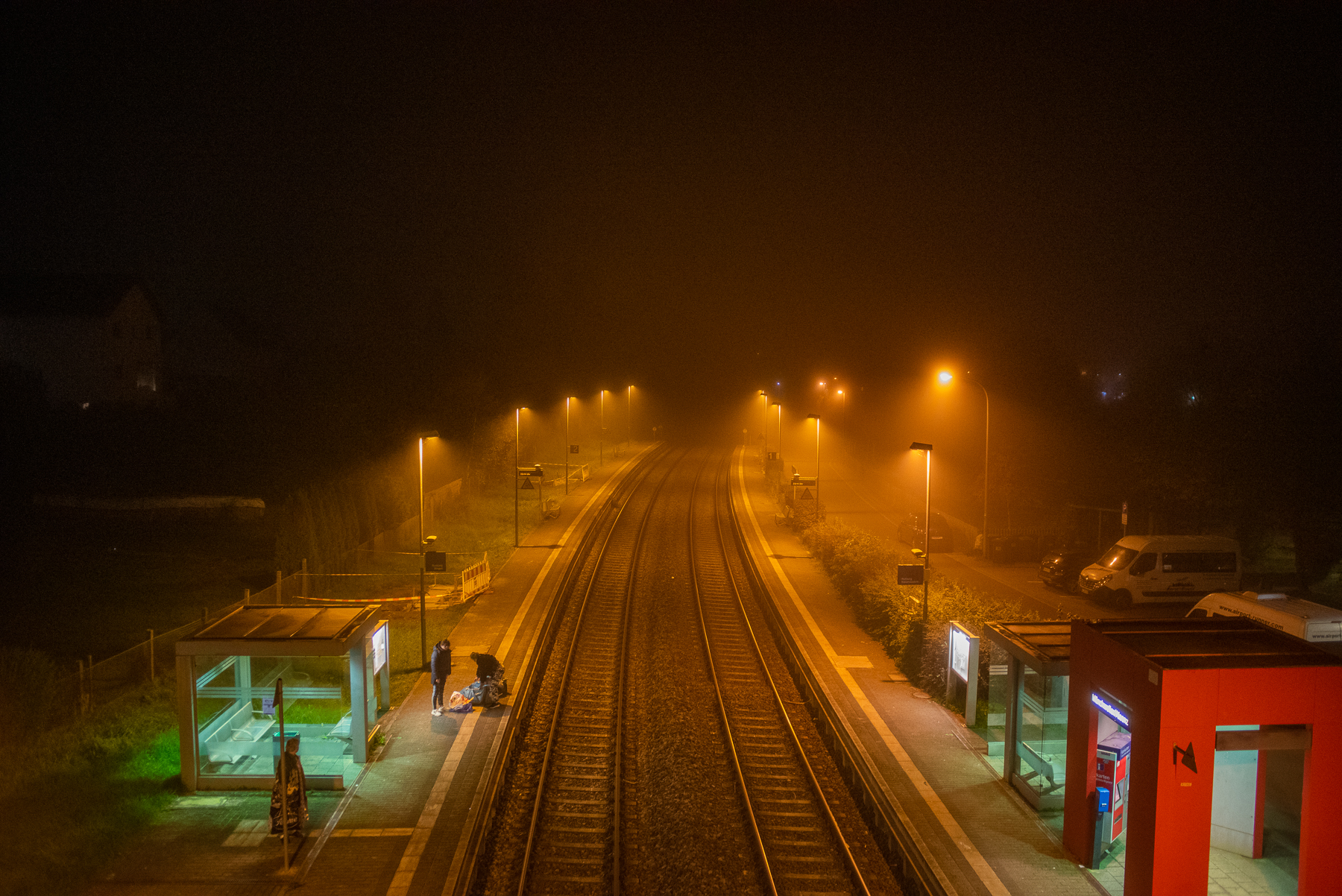
Bahnhaltepunkt Münchweiler an der Alsenz

### Münchweiler (Alsenz)
Der Haltepunkt befindet sich unweit der Ortsmitte von Münchweiler an der Alsenz. Er wurde 1999 in Betrieb genommen.

### Langmeil (Pfalz)

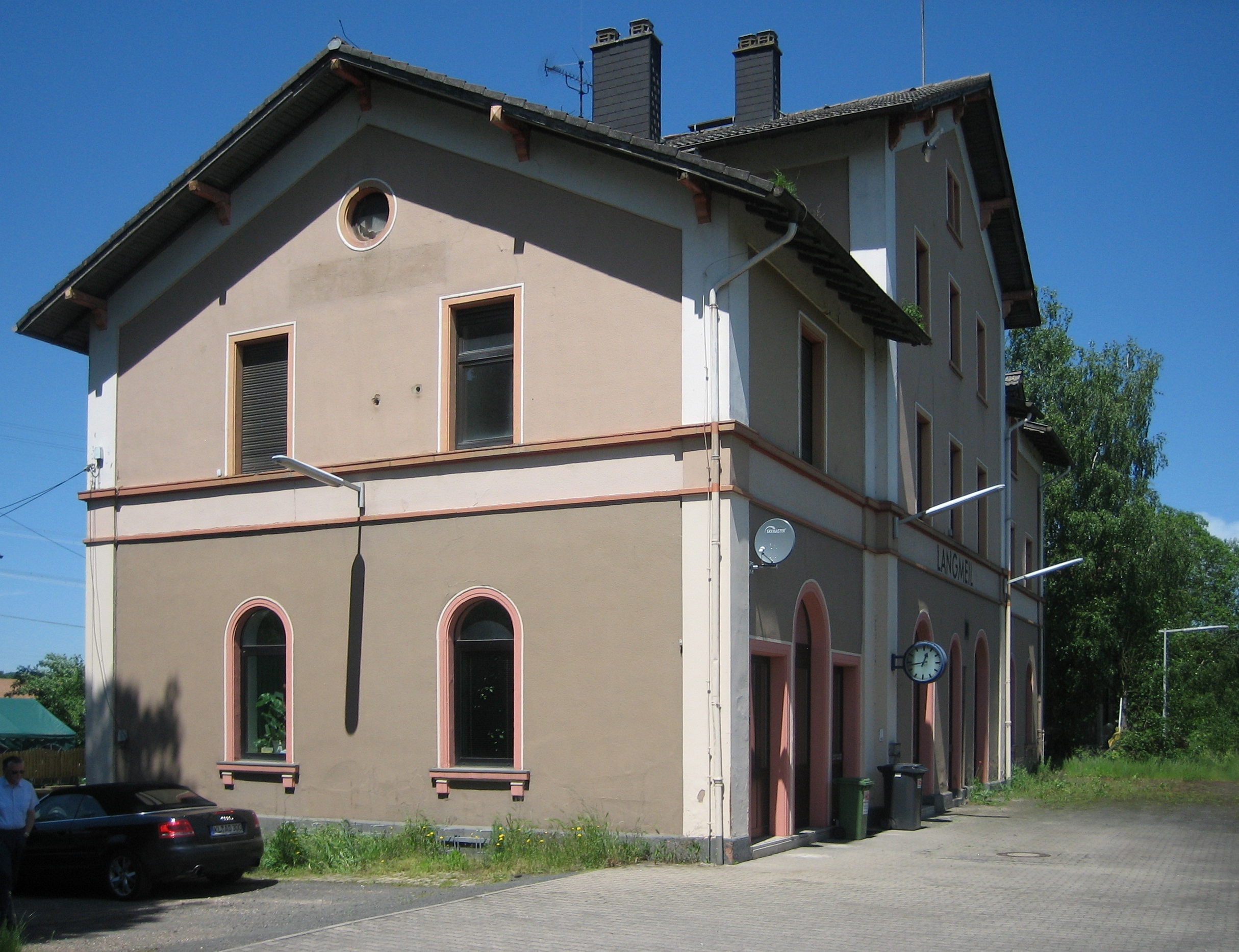
Bahnhof Langmeil (Pfalz)

Der Bahnhof befindet sich im Süden der Gemarkung des zu Winnweiler gehörenden Ortsbezirks Alsenbrück-Langmeil. Während der ersten Jahre trug er die Bezeichnung Langmeil-Münchweiler. Mit der Eröffnung der dort abzweigenden Zellertalbahn und der benachbarten Donnersbergbahn wurde er ein wichtiger Eisenbahnknotenpunkt. Ende 2006 wurde er mangels Rentabilität für den Personenverkehr aufgelassen und hat seither ausschließlich die Funktion eines Betriebsbahnhofs. Selbst Züge der 2001 inzwischen an Sonn- und Feiertagen reaktivierten Zellertalbahn halten an diesem einst bedeutenden Abzweigbahnhof nicht mehr.

### Winnweiler
Der Bahnhof befindet sich am nordöstlichen Rand von Winnweiler. Der Bahnhofskomplex wird von der Kreisstraße 4 überspannt. 1963 erhielt der Bahnhof ein Drucktastenstellwerk, das damals die Bezeichnung „Wif“ trug. Die heute vorhandene Anlage stammt von Siemens, ist ohne Weichenselbstlauf und trägt die Bezeichnung „Wf“. Früher trug es die Bezeichnung „Wnf“.

### Imsweiler
Der frühere Bahnhof und heutige Haltepunkt befindet sich am südöstlichen Ortsrand vom Imsweiler.

### Rockenhausen
Im Bahnhof hielten früher Eilzüge. Zwischenzeitlich wurde der dreigleisige Bahnhof barrierefrei ausgebaut. 1959 erhielt der Bahnhof ein Drucktastenstellwerk. Heute befindet sich das Drucktastenstellwerk ohne Weichenselbstlauf von Siemens mit der Bezeichnung Rf' im Empfangsgebäude. In der Umgebung ist die frühere Bedeutung des Bahnhofs unter anderem am inzwischen funktionslosen Wasserturm erkennbar. Ein Anbau daran wurde zwischenzeitlich entfernt.

### Dielkirchen
Mangels Rentabilität wurde dieser Bahnhof aufgelassen. Er hatte bis in die 1980er Jahre drei Gleise und ein Formsignal.

### Bayerfeld-Cölln

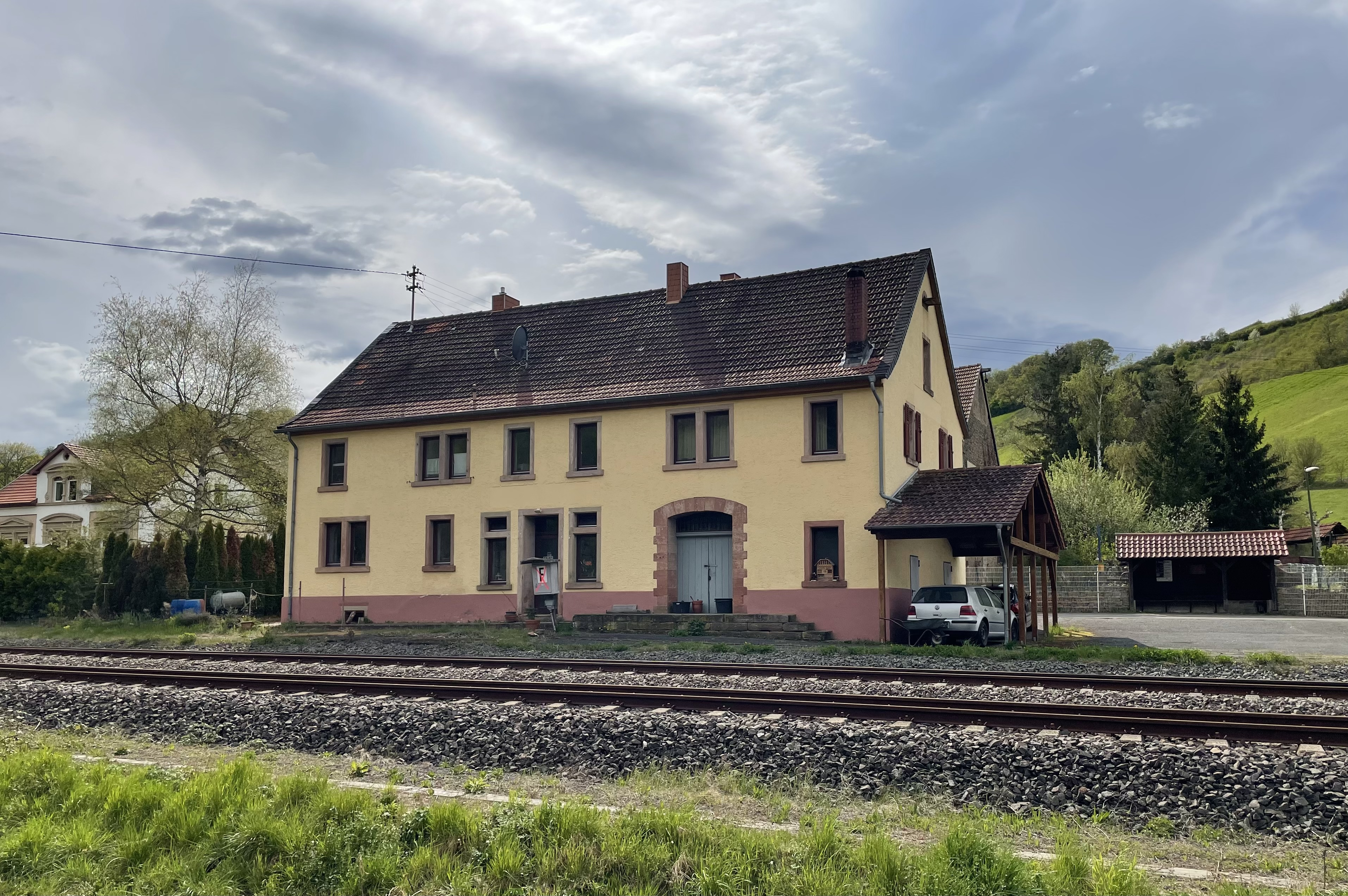
Bahnhof Bayerfeld-Cölln

Mangels Rentabilität wurde dieser Haltepunkt aufgelassen.

### Mannweiler
Dieser Haltepunkt wurde ebenfalls mangels Rentabilität aufgelassen.

### Alsenz

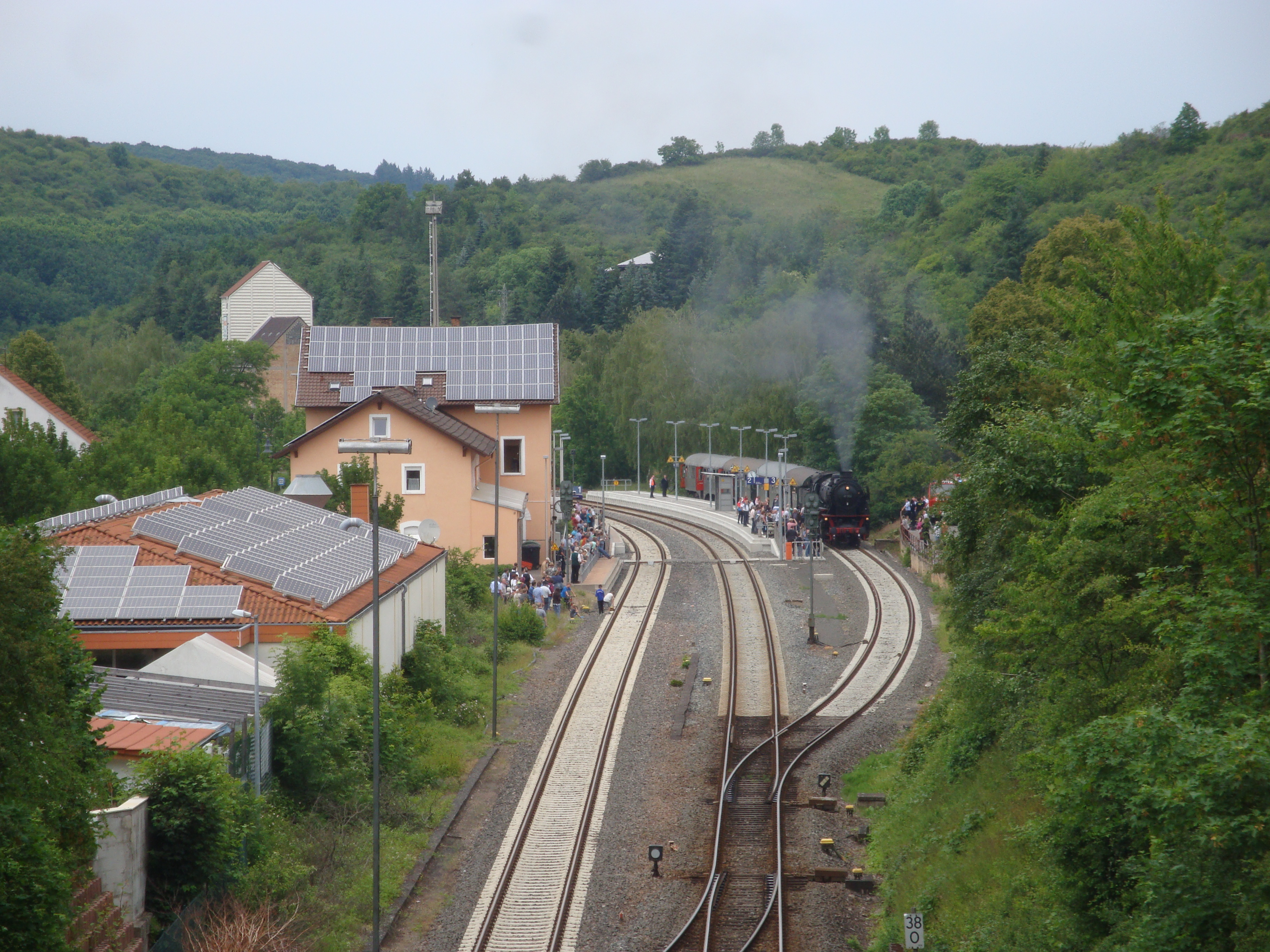
Bahnhof Alsenz 2014

Der Bahnhof steht am nordöstlichen Rand der Gemeinde Alsenz direkt am Ausgang des Alsenztunnels. Er war zwischen 1903 und 1935 Ausgangspunkt der schmalspurigen Lokalbahn Alsenz – Obermoschel. Der Bahnhof besaß damals eine Umsetzanlage von Regelspurwagen auf Rollböcken bzw. Transporteuren und eine Kopframpe zur Verladung von Schmalspurfahrzeugen auf Regelspurtransporteuren. Es gab einen Privatanschluss für die Firma Gebrüder Spuhler und ein Ladegleis für den Nordpfälzer Konsumverein.

### Hochstätten (Pfalz)
Der ehemalige Bahnhof und heutige Haltepunkt befindet sich am westlichen Ortsrand von Hochstätten. Bis 1938 trug er die Bezeichnung Hochstätten. Zum 15. Mai 1938 wurde er in Hochstätten (Pfalz) umbenannt.

### Altenbamberg
Der heutige Haltepunkt und frühere Bahnhof befindet sich in der Ortsmitte von Altenbamberg. Während der Zeit der Bayerischen Staatseisenbahnen wurde er als Stationstyp 3 mit Personen-, Gepäck- und beschränktem Güterverkehr geführt.

### Ebernburg

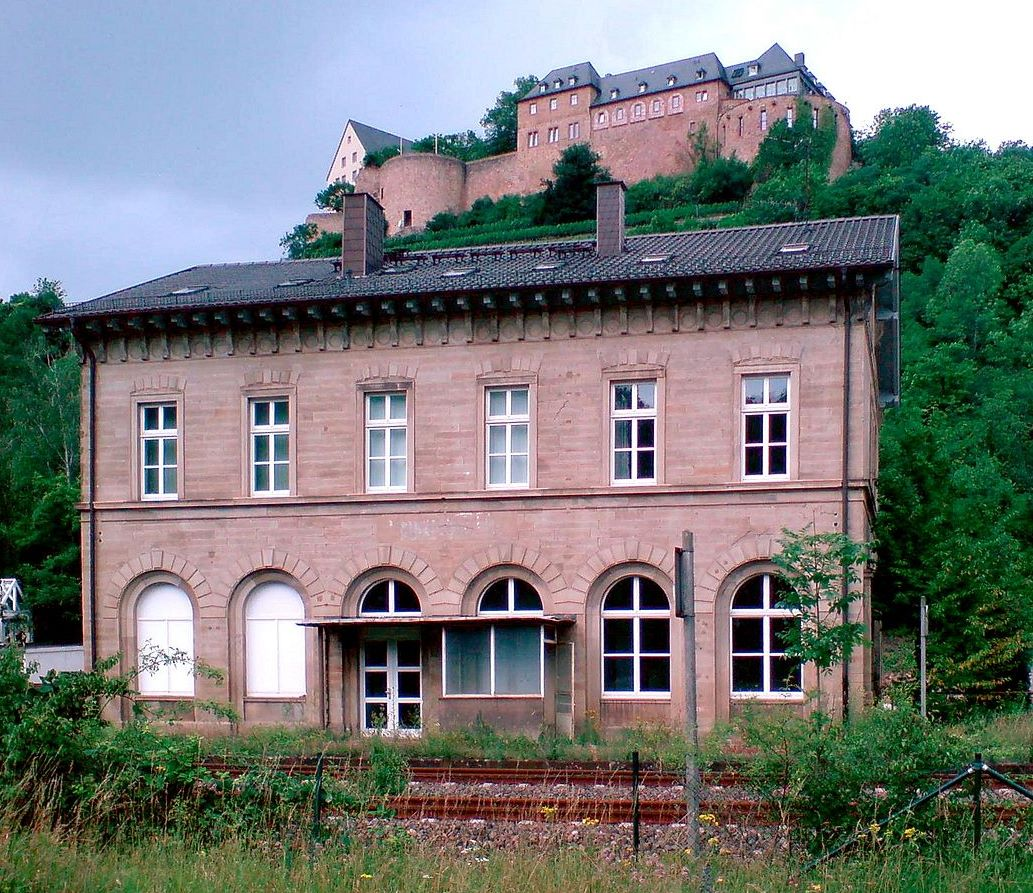
Bahnhof Ebernburg unterhalb der Ebernburg

Der Bahnhof befand sich am südöstlichen Rand von Ebernburg. Da er an der Strecke der letzte Bahnhof innerhalb der Pfalz und ihr nördlichster war, hatte er einst eine große betriebliche Bedeutung. Mit Zusammenschluss von Ebernburg mit Bad Münster zur neuen Gemeinde Bad Münster am Stein-Ebernburg wurde er aufgelassen.

### Bad Münster am Stein

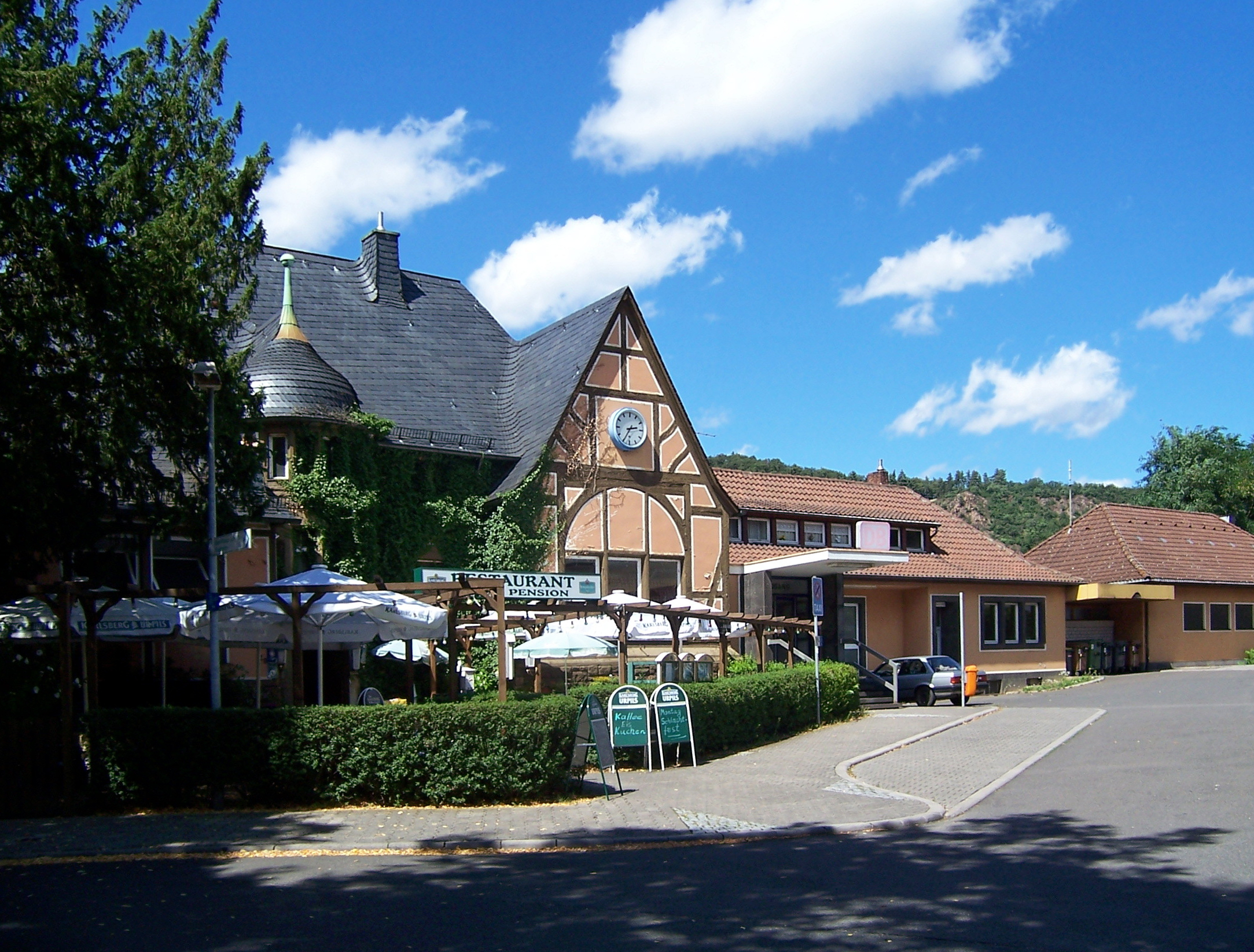
Der Bahnhof Bad Münster am Stein

Der Bahnhof war mit der Eröffnung des Abschnitts Kreuznach – Oberstein zunächst Unterwegsbahnhof. Mit der durchgehenden Eröffnung der Alsenztalbahn im Jahr 1871 wurde er Trennungsbahnhof. Obwohl er bei der Streckeneröffnung im benachbarten Preußen lag, war er der betriebliche Endpunkt der Alsenztalbahn und ihrer Kilometrierung. 1904 kam die aus strategischen Gründen erbaute Glantalbahn hinzu. Dadurch war er Knotenpunkt dreier zweigleisiger Strecken. Aufgrund seiner Bedeutung als strategischer Eisenbahnknotenpunkt wurde er im Zweiten Weltkrieg bombardiert.
Das Empfangsgebäude ist ein denkmalgeschütztes Jugendstilgebäude, teilweise mit Fachwerk. Es wurde um 1910 im Zuge des strategischen Bahnbaus fertig gestellt. Hinsichtlich seiner Architektur wurde der Tatsache, dass Bad Münster ein Kurort ist, Rechnung getragen. Bereits 1961 wurde der Glantalbahn-Abschnitt Odernheim – Bad Münster stillgelegt, lediglich der in diesem Bereich abzweigende Gleisanschluss zum Kraftwerk Niederhausen wurde noch bis 1992 bedient. Bereits Ende der 1980er Jahre wurde der Bahnhof als Gütertarifpunkt geschlossen.

## Zukunft
Die Elektrifizierung und der zweigleisige Ausbau der Strecke wurden vom Land Rheinland-Pfalz für den Bundesverkehrswegeplan 2030 angemeldet. Zusammen mit dem Ausbau weiterer Strecken wäre so eine Entlastungsverbindung für Güterzüge entlang des Rheintals zwischen Bingen und Karlsruhe über Hochspeyer, Neustadt (Weinstr) und Winden geschaffen worden. Das Vorhaben wurde jedoch nicht in Bundesverkehrswegeplan aufgenommen.
Am 20. Oktober 2023 beschloss der Deutsche Bundestag, das als „ABS Bingen – Hochspeyer, Neustadt – Wörth“ bezeichnete Vorhaben in den potenziellen Bedarf des Bedarfsplans für die Bundesschienenwege aufzunehmen.

## Zwischenfälle
- 1942 ereignete sich im Zweiten Weltkrieg an der Strecke ein größerer Unfall: Vormittags stießen bei Enkenbach ein Militär- und ein Güterzug zusammen. Der Unfall forderte zwei Todesopfer und zahlreiche Verletzte. Ein noch größeres Unglück wurde dadurch verhindert, dass die beiden ersten Waggons des Militärzuges nur schwach besetzt waren.[85]
- Am 9. Juni 2016 wurden die Strecke gesperrt. Wegen eines Erdrutsches waren Bäume entwurzelt worden, diese blockierten die Bahnstrecke. Etwa eine Woche war der Bahnverkehr zwischen Winnweiler und Rockenhausen beeinträchtigt.[86]

## Film
- Kirsten Ruppel: Auf der Alsenzbahn durch die Pfalz (= Eisenbahn-Romantik. Folge 1057). Südwestrundfunk, 2023 (30 Minuten, online in der ARD Mediathek, abrufbar bis 22. November 2028.).